# Phelps (Nueva York)
Phelps es un pueblo ubicado en el condado de Ontario en el estado estadounidense de Nueva York. En el año 2000 tenía una población de 7,017 habitantes y una densidad poblacional de 42 personas por km².

## Geografía
Phelps se encuentra ubicado en las coordenadas 42°57′30″N 77°3′44″O / 42.95833, -77.06222.

## Demografía
Según la Oficina del Censo en 2000 los ingresos medios por hogar en la localidad eran de $47,246 y los ingresos medios por familia eran $53,854. Los hombres tenían unos ingresos medios de $34,792 frente a los $26,498 para las mujeres. La renta per cápita para la localidad era de $21,297. Alrededor del 4.3% de la población estaban por debajo del umbral de pobreza.